# Swiftopecten swiftii
Swiftopecten swiftii — вид двостулкових молюсків родини гребінцевих (Pectinidae).

## Поширення
Вид поширений у Японському морі біля узбережжя Японії та російського острова Сахалін. Трапляється на глибині 2-46 м на твердому морському дні.

## Опис
Мушля завдовжки до 10,5, завширшки до 9,5 см. Форма мушлі округло-трикутна, її нижня стулка плоскіша, ніж верхня. На обох стулках є по 5 широких радіальних складок. На раковині добре видно річні зони росту, числом до шести. Колір мушлі дорослого молюска фіолетовий, нижня стулка блідіша верхньої, інколи майже біла. Молоді особини можуть бути помаранчевими або рожевими з білими плямами і смугами.